# 佐藤希望
佐藤希望（1986年7月3日—），旧姓中野，是一名日本劍擊運動員，2012年倫敦奧運的女子個人重劍比賽，於32強敗於意大利選手萝塞拉·菲亚明戈出局。她也参加了2010年广州亚运，共收获一枚金牌和一枚银牌。